# Agrilus amelanchieri
Agrilus amelanchieri es una especie de insecto del género Agrilus, familia Buprestidae, orden Coleoptera.
Fue descrita científicamente por Knull, 1944.

## Enlaces exterenos
- Wikispecies tiene un artículo sobre Agrilus amelanchieri.

- Datos: Q14922152
- Especies: Agrilus amelanchieri